# Baronnie de Jaucourt
La baronnie de Jaucourt, située à Jaucourt, dans l'Aube, relevait des comtes de Champagne, sur la frontière entre la Champagne et la Bourgogne. Elle comprenait un château fort médiéval, qui fut rasé au XVIIe siècle par le roi Louis XIII.

## Historique

### La terre de Jaucourt
Les origines du nom Jaucourt remontent au début du XIIIe siècle, quand Lambert Ier de Jaucourt, chambrier du comte de Champagne Thibaut Ier de Navarre, et panetier et chambellan de la comtesse de Champagne, acheta la terre de Jaucourt, dans l'Aube.
Le château, construit dans la plaine, n'est pas connu pour avoir été pris de vive force ou avoir subi un siège. Il était cependant assez sûr pour servir de prison à Guiot de Bourgnay qui s'était déjà échappé par deux fois de sa prison de Châlons.

### Maison de Bourgogne
Le 22 décembre 1367, Jeanne de Jaucourt, héritière de sa famille, et son fils Alexandre, vendirent la terre à Philippe le Hardi, duc de Bourgogne.
La famille de Bourgogne y passe du temps, en particulier comme étape nocturne pour ses voyages vers Paris. Après trente années de réfection des parties hautes du château, d'aménagement du parc, la demeure est assez vaste pour accueillir la caravane que forment les déplacements du duc. D'ailleurs Marguerite III de Flandre, épouse de Philippe le Hardi, déploie son énergie à en faire un séjour agréable pour la famille ducale, et les fossés du château servirent de parc à un couple de cervidés pendant plusieurs dizaines d'années.

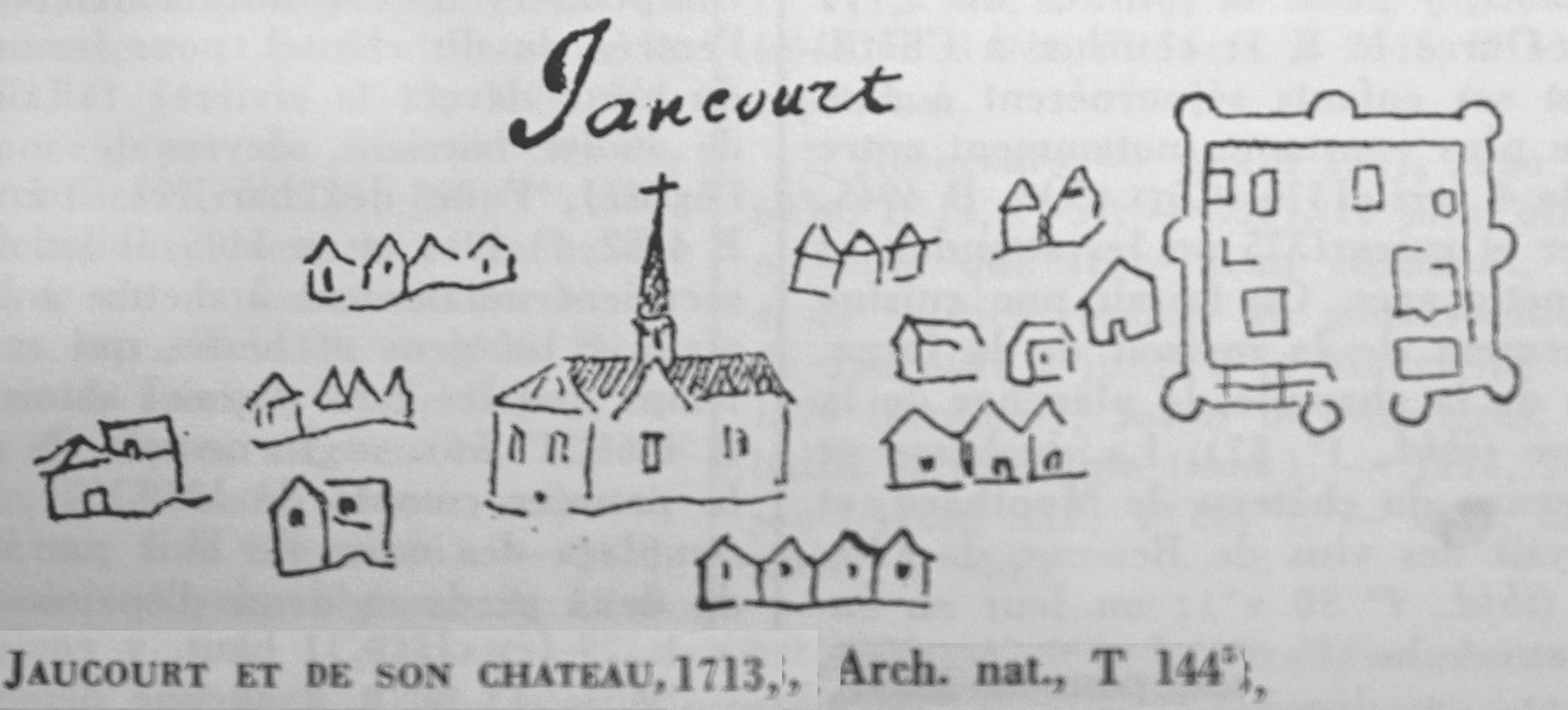
Dans le village, près de l'église.

La Terre passe ensuite à une branche cadette des ducs Valois de Bourgogne, celle des comtes de Nevers, de Rethel et d'Eu : Philippe de Bourgogne (1389-1415), fils cadet de Philippe le Hardi et Marguerite, puis à ses propres fils, Charles de Bourgogne (1414-1464) et Jean de Bourgogne (1415-1491). Jean la laissa, avec la seigneurie d'Isle-Aumont, à sa benjamine Charlotte, comtesse de Rethel (1472-1500), femme de Jean d'Albret, seigneur d'Orval et de Lesparre-Médoc. La terre échut à leur fille Marie d'Albret d'Orval (1491-1549), femme de son petit-cousin Charles II de Clèves, comte de Nevers et d'Eu.
La sœur cadette de Marie, Charlotte d'Albret d'Orval, épouse du maréchal Odet de Foix-Lautrec comte de Montmorency-Beaufort, avait reçu la seigneurie d'Isle, Lesparre et Orval. Leur fille Claude, † 1553, légua tous ses biens champenois, plus Orval et Lesparre, à son cousin germain François, qui suit.
Le fils de Marie d'Albret et Charles II de Nevers, François Ier de Nevers († 1562) premier duc de Nevers, réunit toutes les possessions des Nevers : notamment, en plus de Nevers, Rethel et Eu, il eut Beaufort, Isle, Jaucourt, Jully et la Grève, qui passèrent ensuite à trois de ses enfants : Jacques de Clèves, duc de Nevers († 1564) ; Marie de Clèves (1553-1574), princesse de Condé, mariée à Henri Ier de Bourbon-Condé, puis leur fille Catherine de Condé († 1595) ; enfin Catherine de Clèves, duchesse de Guise et comtesse d'Eu.

### Baronnie
La baronnie de Jaucourt comprenait Arsonval (Aube), Argançon et Dolancourt. Elle était aussi associée aux seigneuries de Jully-sur-Sarce et La Grève (à Ceffonds ?).
Elle devint chef-lieu du bailliage bourguignon qui prit le nom de la Montagne, dont les assises se tenaient à Jaucourt  plusieurs fois par an.

### Maisons d'Estrées et de Bourbon-Vendôme
C'est en 1597 que Catherine de Clèves, qui avait reçu Jaucourt et Beaufort de sa nièce Catherine de Bourbon-Condé, les vendit à Gabrielle d'Estrées, et la Terre fit partie du duché de Beaufort érigé la même année. Elle passa ensuite à son fils César de Vendôme (fils naturel d'Henri IV) puis à Françoise de Lorraine, la veuve de César. Leurs fils François duc de Beaufort, le roi des Halles, et son frère aîné Louis-Joseph de Vendôme la possédèrent, et ce dernier la vendit en 1688 aux Montmorency-Luxembourg.
En 1632, le roi Louis XIII, fils d'Henri IV, fait raser les fortifications de la Terre de Jaucourt.

### Maison de Montmorency-Luxembourg
À partir de Charles Ier Frédéric de Montmorency-Luxembourg, fils du maréchal de Luxembourg, le château et la Terre de Jaucourt restèrent dans la famille de Montmorency-Luxembourg fondue en 1767 dans les Montmorency-Fosseux-Beaufort jusqu'à la Révolution, le duché de Beaufort prenant le nom de duché de Montmorency en 1689.

### Actuellement
Il reste du château la chapelle reconvertie en grange et une partie des fossés.

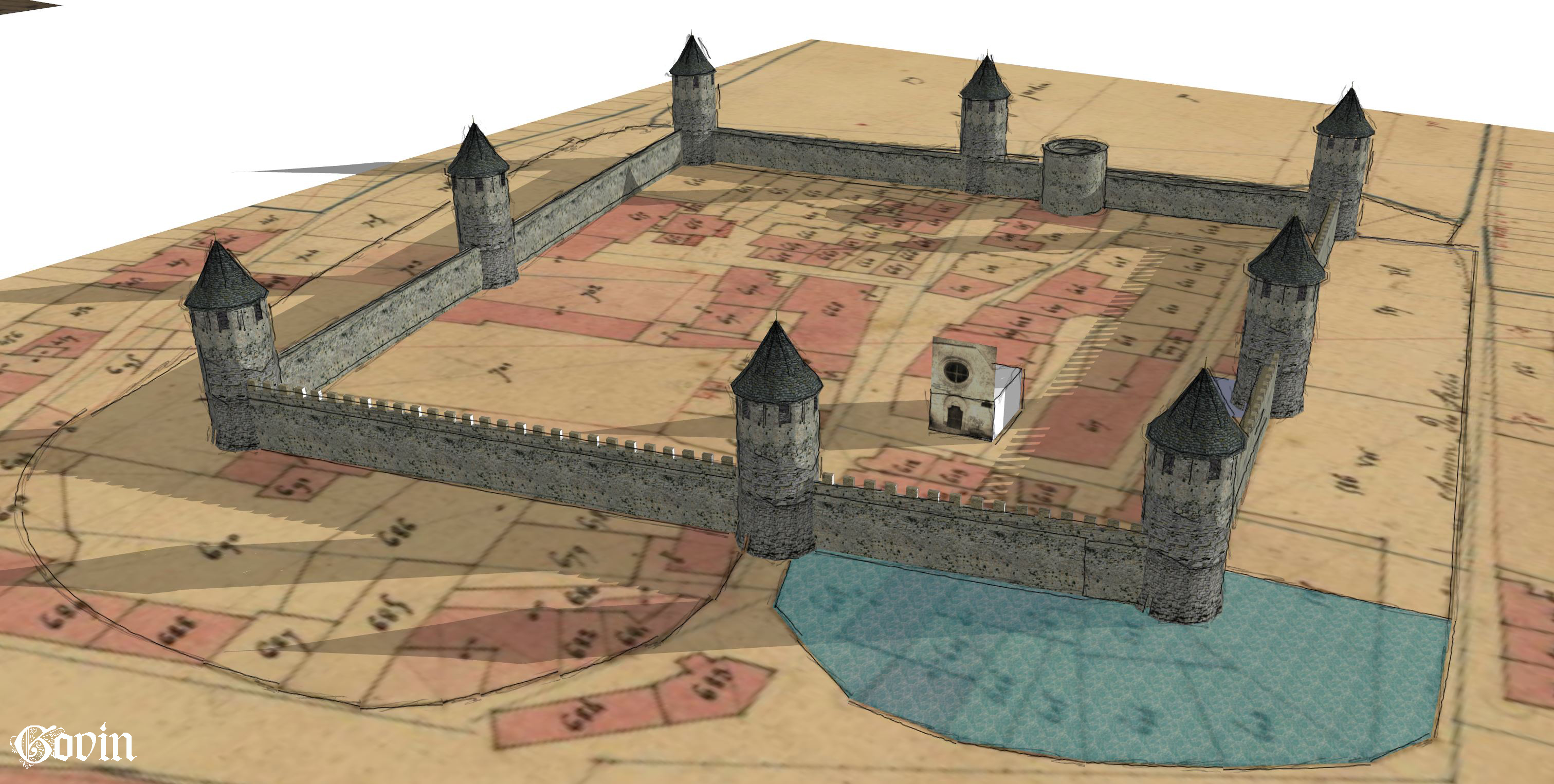
Château de Jaucourt en cours de modélisation